# Valiollah Mohammadi
Valiollah Mohammadi Nasrabadi (* 30. Januar 1962, persisch: ولی‌الله محمدی نصرآبادی) ist ein iranischer Diplomat.

## Werdegang
Valiollah Mohammadi hat einen Master in Politikwissenschaften inne.
1988 trat Mohammadi dem diplomatischen Dienst des Irans bei. Von 1990 bis 1993 war er stellvertretender Leiter der zweiten Abteilung für Afrikanische Angelegenheiten im Außenministerium. Als Chef der „Interest Section“ war Mohammadi von 1993 bis 1994 in Johannesburg (Südafrika). Dem folgte die Position des stellvertretenden Chefs der Mission in der dortigen iranischen Botschaft in Pretoria bis 1998. Zurück im Iran war Mohammadi wieder stellvertretender Leiter der zweiten Abteilung für Afrikanische Angelegenheiten bis 2002, danach bis 2004 Direktor der ersten Abteilung für Afrikanische Angelegenheiten. Von 2004 bis 2009 folgte sein erster Dienst als iranischer Botschafter in Ghana, mit Sitz in Accra.
Von 2009 bis 2011 war Mohammadi stellvertretender Generaldirektor für Süd- und Ostafrikanische Angelegenheiten und dann Generaldirektor für afrikanische Angelegenheiten. Von 2015 bis 2019 war er iranischer Botschafter in Jakarta, mit Zuständigkeit für Indonesien, Osttimor und die ASEAN. Die Ernennung erfolgte am 17. März 2015. Die Akkreditierung bei den ASEAN fand am 24. Juli statt.

## Sonstiges
Mohammadi spricht Persisch, Englisch und Arabisch. Er ist verheiratet und hat zwei Kinder.